# Роллон
Роллон (Ролло; лат. Rollo; около 860 — около 932) — первый герцог Нормандии (под именем Роберт I), основоположник Нормандской династии, к которой принадлежал английский король Вильгельм I Завоеватель. Также считается основателем шотландского клана Ролло.

## Биография

### Происхождение имени
Согласно данным ономастики, Ролло или Роллон — это франко-латинское имя, под которым, вероятно, был известен во Франции один из предводителей викингов Рольф Пешеход. Он был прозван «Пешеходом», потому что ни одна лошадь не могла нести его, так он был велик и тяжёл. И он вынужден был всегда передвигаться пешком.

### Ранние годы
Согласно Дудону Сен-Кантенскому и Гийому Жюмьежскому, Роллон происходил из знатной датской семьи и был вынужден бежать из Дании после смерти своего отца. Скандинавские саги, прежде всего «Сага об оркнейцах», свидетельствуют о норвежских корнях первого правителя Нормандии. Спор между сторонниками датской и норвежской теорий продолжался до XX века и до настоящего времени окончательно не разрешён.
Ряд историков склоняется к версии, изложенной в «Саге об оркнейцах» и сагах, записанных Снорри Стурлусоном. В соответствии с этой теорией, отцом Роллона был ярл Мёра Рёгнвальд Эйстейнссон, правитель небольшого раннегосударственного образования на западном побережье Норвегии между Тронхеймом и Бергеном. В 860-х годах Мёр был завоёван королём Норвегии Харальдом Прекрасноволосым. Многочисленная и беспокойная местная знать, не найдя себе применения в рамках единого норвежского государства, устремилась на запад и на юг, совершая набеги на Британию, Ирландию и побережье Западной Европы и колонизируя новые территории, откуда потом совершала нападения на шотландское, ирландское и норвежское побережье. Рёгнвальд перешёл на сторону Харальда.

### Действия в Западно-Франкском королевстве
Один из сыновей Рёгнвальда, Турф-Эйнар Рёгнвальдссон стал основателем линии ярлов Оркнейских островов, доминировавших на крайнем севере Британских островов до XII века. Другой сын, Хрольф (или Рольф) «Пешеход», возглавил крупный отряд викингов. Он прибыл в 886 году в Западно-Франкское королевство (современную Францию), которое опустошал в течение многих лет. В 889 году Хрольф, имя которого франки произносили как Роллон, поселился в области нижнего течения реки Сены, совершая набеги на остальные части Франции, включая окрестности Парижа.

### Сен-Клер-сюр-Эптский договор
В 911 году король Карл III Простоватый, не имея сил для борьбы с викингами, заключил с Роллоном Сен-Клер-сюр-Эптский договор. По нему монарх передавал вождю викингов в лен побережье в районе Сены с центром в Руане (современная Верхняя Нормандия), Бретань, Кан, Эр и отдавал в жёны свою дочь Гизелу, а тот взамен признавал своим сеньором короля Франции и переходил в христианство. Флодоард (Flodoard), каноник монастыря в Реймсе, отметил в своей хронике, что между королём и «викингами Сены» был заключён договор после битвы при Шартре, в которой викинги потерпели поражение. Битва произошла, как считается, 20 июля 911 года. Следствием этого события, по словам Флодоарда, стало массовое обращение викингов в христианство во главе с их предводителем Роллоном, последовавшее в 912 году. Это соглашение заложило основы Нормандского герцогства, которое стало наследственным владением Роллона и его потомков. Новый вассал короля при крещении получил имя Роберта. Обычай того времени требовал, чтобы вассал, присягая королю, целовал ему ноги. Говорят, что гордый Роллон, вместо того чтобы припасть к ногам Карла, схватил его ступню и поднёс к своим устам, и, якобы, Карл Простоватый при этом упал на спину. Согласно хронике «Gesta Normannorum Ducum» («Деяния герцогов Нормандии»), которая написана с норманнской точки зрения, Роллон вначале отказался выполнить требования оммажа, но затем, «под давлением мольб священников, приказал одному из своих воинов поцеловать ногу короля. Тот повиновался, взял ногу, поднял и прижал к губам, стоя, из-за чего король упал на спину, что вызвало взрыв смеха и шума у народа».

### Первый герцог Нормандии
Роллона принято считать первым герцогом Нормандским, основателем герцогства. Однако у него, в действительности, не было титула «герцог Нормандский» (duc de Normandie). В латинских источниках его титулуют «принцепсом» (princeps) — предводителем. Флодоард называл Роллона «предводителем норманнов» (princeps Normannorum), а Рихер Реймский — «главарём пиратов» (dux piratarum). В скандинавской традиции Роллона/Хрольва называли ярлом Руана (jarl de Ruða). Первым из нормандских правителей, кому был пожалован титул «граф» (comte), стал Ришар II (996—1026).
Во время своего правления Роллон показал себя деятельным правителем и мудрым законодателем: он принуждал норманнов к оседлой жизни, установил строгое правосудие. Начала складываться народность, не совсем идентичная ни скандинавским предшественникам, ни французским соседям.
Роллон умер около 932 года. По преданию, во время похорон Роллона, помимо даров монастырям, за упокой его души принесли в жертву сотни пленников.

### Семья
Роллон был женат дважды. Первая жена (возможно, конкубина) — Поппа (или Попа) из Байё. Её детьми были:
- Вильгельм Длинный Меч (ум. 942), герцог Нормандии
- Герлок (Адела) (ум. до 962), жена Гильома III Аквитанского
- возможно, Кадлин, жена шотландского короля по имени Бьолан

Второй женой Роллона была принцесса Гизела, дочь короля франков Карла III Простоватого, но их брак был бездетным.

## В искусстве
- Является главным действующим лицом «Саги о Хрольве Пешеходе».
- Рассказы о жизни Роллона с давних пор были изукрашены различными сагами и послужили темой знаменитого романа Васа.
- Роллон — главное действующее лицо ряда произведений дамской беллетристики: цикла «Эмма Птичка: нормандская легенда» Симоны Вилар.
- Является одним из персонажей исторического романа Валентина Иванова «Повести древних лет».
- Один из основных персонажей сериала Викинги / Vikings (2013—2017; Ирландия, Канада) — брат Рагнара Лодброка. В роли Роллона Клайв Стэнден.
- Один из персонажей книги Кэтрин Коултер «Хозяин Вороньего мыса».